# Xya royi
Xya royi är en insektsart som beskrevs av Günther, K.K. 1982. Xya royi ingår i släktet Xya och familjen Tridactylidae. Inga underarter finns listade i Catalogue of Life.